# 호아이언현
호아이언현(베트남어: Huyện Hoài Ân / 縣懷恩)은 베트남 남중부 지방 빈딘성의 현이다.

## 행정 구역
호아이언현은 1시진, 9사를 관할하고 있다.

### 시진
- 땅밧호 시진 (Thị trấn Tăng Bạt Hổ, 曾拔虎市鎭)

### 사
- 안득 사 (Xã Ân Đức, 恩德社)
- 안하오동 사 (Xã Ân Hảo Đông, 恩好東社)
- 안하오떠이 사 (Xã Ân Hảo Tây, 恩好西社)
- 안흐우 사 (Xã Ân Hữu, 恩有社)
- 안미 사 (Xã Ân Mỹ, 恩美社)
- 안응이어 사 (Xã Ân Nghĩa, 恩義社)
- 안퐁 사 (Xã Ân Phong, 恩豊社)
- 안선 사 (Xã Ân Sơn, 恩山社)
- 안타인 사 (Xã Ân Thạnh, 恩盛社)
- 안띤 사 (Xã Ân Tín, 恩信社)
- 안뜨엉동 사 (Xã Ân Tường Đông, 恩祥東社)
- 안뜨엉떠이 사 (Xã Ân Tường Tây, 恩祥西社)
- 복뜨이 사 (Xã Bok Tới, 布細社)
- 닥망 사 (Xã Dak Mang, 得芒社)